# Spiritual Beggars
Spiritual Beggars ist eine schwedische Stoner-Metal-Band.

## Geschichte
Die Band wurde Anfang der 1990er Jahre von Gitarrist Michael Amott in Halmstad gegründet. Ihr Debütalbum veröffentlichte Spiritual Beggars im Jahr 1994. Zu dieser Zeit verließ Amott die Band Carcass und arrangierte für Spiritual Beggars einen Plattenvertrag mit Music for Nations. 1996 erschien Another Way to Shine, 1998 Mantra III, 2000 Ad Astra. Danach verließ Sänger und Bassist Spice die Band, da er sich völlig auf sein Zweitprojekt, die Mushroom River Band, konzentrieren wollte. Er wurde durch Janne „JB“ Christoffersson von Grand Magus und Bassist Roger Nilsson ersetzt. Nach On Fire erschien 2005 das Album Demons. Darauf ist statt Roger Nilsson nun Sharlee D’Angelo am Bass zu hören, der mit Michael Amott auch bei Arch Enemy spielt.
Am 6. Juni 2010 gab die Band die Trennung von Sänger Janne „JB“ Christoffersson bekannt. Noch im August desselben Jahres erschien das Album Return to Zero mit Apollo Papathanasio als neuem Sänger. Dieser ist auch bei der Band Firewind aktiv. Apollos zweites Album mit den Spiritual Beggars, Earth Blues, kam am 15. April 2013 auf den Markt. Das bis dato letzte und neunte Studioalbum der Band, Sunrise To Sundown, wurde in Europa am 18. März 2016 veröffentlicht.

## Diskografie

### Alben
- 1994: Spiritual Beggars
- 1996: Another Way to Shine
- 1998: Mantra III
- 2000: Ad Astra
- 2002: On Fire
- 2005: Demons
- 2010: Return to Zero
- 2011: Return to Live: Loud Park 2010 (nur in Japan veröffentlicht)
- 2013: Earth Blues
- 2016: Sunrise to Sundown

### Sonstige
- 1998: Violet Karma (10"-Vinyl)
- 2001: It’s Over (7"-Split mit Grand Magus)

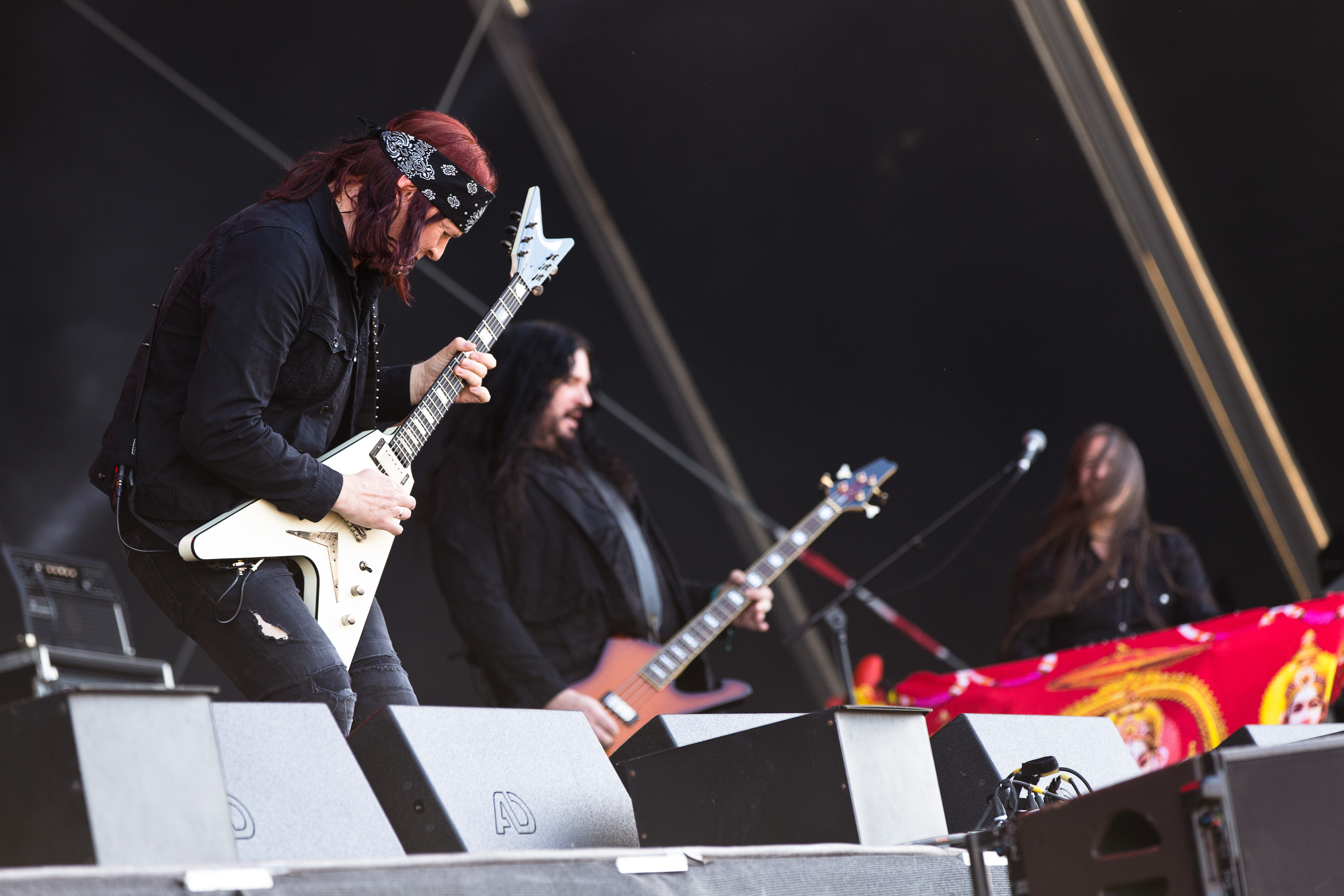
Gitarrist Michael Amott, Bassist Sharlee D’Angelo und Keyboarder Per Wiberg auf dem Rockharz 2016